# Battaglia della Gaiana
La battaglia della Gaiana è stato un sanguinoso combattimento tra alleati e tedeschi che si svolse tra il 17 e il 19 aprile 1945 lungo il torrente Gaiana ad ovest di Castel San Pietro Terme durante l'offensiva degli Alleati della primavera 1945.
Dopo lo sfondamento della Linea Gotica, e lo sfondamento delle truppe tedesche sul fiume Senio, gli alleati procedettero con la liberazione della pianura padana e del resto dell'Italia. 
L'avanzata si bloccò però lungo il torrente Gaiana, dove la 1ª divisione paracadutisti e la 4ª divisione paracadutisti tedeschi fortificarono gli argini del torrente costituendo la "Linea Anna".
Il 18 aprile un tentativo di assalto da parte dei Gurkha nepalesi della 10ª divisione di fanteria indiana venne sconfitto con grandi perdite. La notte stessa i due eserciti si fronteggiarono con bombardamenti di artiglieria.
All'alba del 19 aprile il II Corpo d'armata polacco attaccò con carri armati lanciafiamme "Crocodile" che avanzavano con enorme difficoltà.
I tedeschi contrattaccarono con l'uso di Faustpatrone causando notevoli perdite. Una testa di ponte oltre il torrente si stabilì solo nel pomeriggio, così la Brigata corazzata poté schierarsi in combattimento.
Solo la sera del 19, dopo una serie di attacchi e contrattacchi, i polacchi sfondarono le linee tedesche e continuarono l'avanzata verso Bologna, che venne liberata il 21 aprile 1945.